# 交換・相関項
交換・相関項（こうかん・そうかんこう Exchange-correlation term）は、バンド計算において、電子の交換相互作用、および、電子の相関を担う部分。